# Sektion Schwabach des Deutschen Alpenvereins
Die Sektion Schwabach des Deutschen Alpenvereins (kurz DAV Schwabach) ist eine Sektion des Deutschen Alpenvereins in Schwabach. Die Sektion Schwabach wurde am 15. Oktober 1891 gegründet und ist somit eine der älteren und mit 3.418 Mitgliedern (Stand: 31. Dezember 2024) eine der mittleren Sektionen des Deutschen Alpenvereins, und der größte Verein der kreisfreien Stadt Schwabach.

## Geschichte
Am 15. Oktober 1891 wurde die Sektion Schwabach von Herrn Deschauer und einer Gruppe von 12 bergsportbegeisterten Herren gegründet. Herr Cornelius Deschauer kgl. Subrektor wurde zum 1. Vorsitzenden gewählt. Am 1. Januar 1892 wurde die Sektion Schwabach als 100. Sektion ein Mitglied des Deutschen und Österreichischen Alpenvereins.
1945 wurde beim Einmarsch der amerikanischen Besatzungstruppen die Sektion, wie alle deutschen Vereine, verboten. Durch Bemühungen des späteren Landtagsabgeordneten Albrecht Haas, der dann auch den Vorsitz bis 1949 übernahm, und des Bankamtmann Fritz Ziermann konnte die Sektion am 14. Mai 1947 neu gegründet werden.
1968 kam erstmals der Wunsch nach einer vereinseigenen Hütte auf. Nachdem sich die Miete oder der Kauf mehrerer möglicher Objekte als nicht realisierbar erwies, konnte 1979 ein einfaches Holzhaus in der Hersbrucker Schweiz erworben werden. 1980 erhielt die Sektion einen Hinweis auf ein leerstehendes Bahnwärterhaus bei Düsselbach. 1985 konnte dieses Gebäude gekauft werden und in knapp 12.000 Arbeitsstunden Eigenleistung zur heutigen Düsselbacher Hütte renoviert und umgebaut werden.
Durch die wachsende Anzahl der Mitglieder wurde eine Geschäftsstelle notwendig. In der Penzendorfer Straße 13 in Schwabach wurde durch die Auflassung des Kasernenschulhauses das Erdgeschoss in den Jahren 1987/88 angekauft und renoviert. Diese Büro- und Tagungsräume sind der Treffpunkt der Sektion Schwabach.
Zur Sektion Schwabach gehört auch eine Ortsgruppe in Schwanstetten, gegründet 1981. Die Ortsgruppe Georgensgmünd, die seit 1979 der Sektion Schwabach angehörte, wurde 1993 eine eigenständige Sektion des DAV.

## Sektionsvorsitzende
Eine chronologische Übersicht über alle Präsidenten der Sektion seit Gründung.
| Amtszeit  | Präsident           |
| --------- | ------------------- |
| 1891–1896 | Cornelius Deschauer |
| 1896–1898 | Eisen               |
| 1898–1901 | Lederer             |
| 1901–1903 | Haußler             |
| 1903–1905 | Weber               |
| 1905–1907 | Simon               |
| 1907–1908 | Holl                |
| 1908–1926 | Hans Haran          |
| 1926–1933 | Alfons Harslem      |
| 1933–1945 | Georg Riegel        |
| 1945–1947 | ― 1                 |
| 1947–1949 | Albrecht Haas       |

| Amtszeit  | Präsident                        |
| --------- | -------------------------------- |
| 1949–1954 | Georg Riegel                     |
| 1954–1973 | Eduard Galsterer                 |
| 1973–1988 | Horst Wiedemann                  |
| 1989      | Hermann Kaufmann (kommissarisch) |
| 1989–1999 | Hermann Kaufmann                 |
| 1999–2014 | Eberhard Schellhorn              |
| 2014–2017 | Ralf Scheibel                    |
| 2017–2019 | Edmund Kaspari                   |
| 2019–2021 | Roland H.R. Gössnitzer           |
| Seit 2021 | Klaus-Ludwig Daniel              |

Anmerkung

## Mitglieder
| Jahr | Mitglieder |
| ---- | ---------- |
| 1891 | .00012     |
| 1900 | .00062     |
| 1930 | .00158     |
| 1950 | .00229     |
| 1960 | .00458     |
| 1970 | .00689     |
| 1980 | .01989     |
| 1990 | .02780     |
| 2020 | .03334     |
| 2021 | .03284     |

## Einrichtungen der Sektion

### Hütte
Die Düsselbacher Hütte ist eine Selbstversorgerhütte auf 359 m ü. NHN mit 6 Betten und 16 Schlafplätzen im Matratzenlager im Pegnitztal nahe Düsselbach in der Hersbrucker Schweiz.

### Kletterzentrum
Die Sektion betreibt seit Herbst 2002 eine Kletterhalle in Schwabach. Sie befindet sich in einem Anbau der Sporthalle auf dem bisherigen Kasernengelände, der früher als Rackethalle genutzt wurde. Mit Zuschüssen der Stadt Schwabach sowie des DAV und mit erheblicher Eigenleistung der Klettergruppe der Sektion Schwabach ist die Kletterhalle entstanden.
Das Kletterzentrum in Schwabach veranstaltet für Bergsportler neben Kletterkursen für Einsteiger und Fortgeschrittene, auch Workshops, in denen Fertigkeiten wie Standplatzbau, Kameradenrettung oder allgemein „Erste Hilfe bei Kletterunfällen“ an der Wand trainiert werden.

### Chor
Ein fester Bestandteil der Sektion ist der 1990 gegründete „Alpenvereinschor Schwabach“. Der Chor verfügt über ein reichhaltiges Repertoire von mehr als zweihundert Berg- und Wanderlieder, nahezu einhundert Advents- und Weihnachtslieder und drei Messen. Die Auftritte der Sänger erfreuen bei Konzerten und verschiedenen Veranstaltungen. Jedes Jahr führt der Chor eine Konzertreise ins Alpenland durch.
Der Chor unterhält freundschaftliche Beziehungen zum Trentiner Alpenchor „Coro Alpino Trentino/Gardolo“, dieser hat schon viele Konzerte in Deutschland veranstaltet und hat auch mehrmals in Schwabach gastiert.

## Bekannte Mitglieder
- Albrecht Haas[17]